# Яковлева (река)
Яковлева — река в Таймырском Долгано-Ненецком районе Красноярского края, правый приток Енисея. Длина реки — 187 км, площадь водосборного бассейна — 3230 км².
В государственном водном реестре перечислены 15 притоков реки, из которых два имеют собственное название: Волчья, длиной 27 км, впадающая в 11 км по левому берегу и, впадающая в 103 км, также по левому берегу, Гнездовая, с притоком Гынгыли-Яха. На картах Генштаба приток Яковлевой назван Гынгылияха, название же Гнездовая не встречается. Яковлева впадает в Енисей примерно в 5 км северо-западнее нежилого посёлка Яковлевка, на расстоянии 114 км от устья.
По данным государственного водного реестра России относится к Енисейскому бассейновому округу.

## Притоки
- 5 км: река без названия
- 11 км: река Волчья
- 22 км: река без названия
- 25 км: река без названия
- 26 км: река без названия
- 41 км: река без названия
- 50 км: река без названия
- 52 км: река без названия
- 55 км: река без названия
- 63 км: река без названия
- 98 км: река без названия
- 103 км: река Гнездовая
- 129 км: река без названия
- 130 км: река без названия
- 146 км: река без названия
- 158 км: река без названия